# Nardoa frianti
Espèce
Nardoa frianti est une espèce d'étoiles de mer de la famille des Ophidiasteridae.

## Description
À l'instar des autres espèces de cette famille, cette étoile possède un disque central relativement réduit et généralement cinq bras (rarement quatre ou six) tubulaires souples et allongés. La couleur est très variable, souvent brun violacé assez foncé avec des tubercules blancs, orangés ou rougeâtres. Ce genre se caractérise par ses pores groupés en touffes et ses plaques marginales discontinues en vue dorsale ; cette espèce se distingue par ses plaques dorsales formant des tuberculosités granuleuses en relief, soit petites et basses soit grosses et hémisphériques (plaques supéromarginales et quelques abactinales), sans alignement ni géométrie manifeste. Les granules se font plus grossiers vers le sommet de ces tubercules. 
Les plaques supéromarginales forment une ligne assez marquée, alternant entre une grosse plaque en relief et une petite plate. Sur la face inférieure, les sillons ambulacraires sont protégés par de courtes épines arrondies, disposées en éventails à raison de 4 par plaque, ainsi que deux séries de 2-3 courts piquants. Il existe généralement au niveau du disque une ligne de plaques ventrales rectangulaires, mais qui disparaît avant d'atteindre la moitié des bras. 
On la distingue difficilement de Nardoa gomophia, qui a des tubercules plus clairsemés, pas complètement hémisphériques, disposées selon un réseau plus géométrique (comme N. egyptiaca), et pas de plaques intermarginales.

## Habitat et répartition
Cette espèce se rencontre dans l'Indo-Pacifique central, essentiellement dans la région Indonésie-Philippines, mais aussi plus rarement des Maldives au Japon méridional et jusqu'en Nouvelle-Calédonie. L'holotype provient de la Mer d'Andaman. 

## Taxinomie
Le genre Nardoa est encore mal compris, et nécessite sans doute une révision : les espèces Nardoa mamillifera et Nardoa tumulosa (aux plaques déformées) sont ainsi probablement des synonymes de Nardoa frianti. La différence avec Nardoa gomophia et Gomophia egeriae est elle aussi ténue. 

## Étymologie
Son nom spécifique, frianti, lui a été donné en l'honneur du Docteur A. Friant, professeur honoraire à l'université de Nancy, dont l'auteur a été l'élève et le préparateur.

## Publication originale
- (en) René Koehler, Astéries recueillies par l'Investigator dans l'océan Indien. I. Les Asteries de Mer Profonde, vol. 5, Calcutta, Inconnu, avril 1909 (OCLC 18418941, lire en ligne), p. 1-143.